# Базова станция
Базова станция в радиокомуникациите изобщо е комплекс от приемателна и предавателна апаратура, който осъществява централизирано обслужване на група крайни абонатни устройства.
Базова станция в клетъчните мрежи е комплекс радиопредавателна апаратура (ретранслатори, приемо-предаватели), който осъществява връзка с крайни абонатни устройства – мобилни телефони. Зоната на покритие на антените на базовата станция определя клетката или група клетки. Базовите станции се свързват с комутатора на клетъчната мрежа чрез контролер на базовите станции.
|  | Тази страница частично или изцяло представлява превод на страницата „Базовая станция“ в Уикипедия на руски. Оригиналният текст, както и този превод, са защитени от Лиценза „Криейтив Комънс – Признание – Споделяне на споделеното“, а за съдържание, създадено преди юни 2009 година – от Лиценза за свободна документация на ГНУ. Прегледайте историята на редакциите на оригиналната страница, както и на преводната страница, за да видите списъка на съавторите. ВАЖНО: Този шаблон се отнася единствено до авторските права върху съдържанието на статията. Добавянето му не отменя изискването да се посочват конкретни източници на твърденията, които да бъдат благонадеждни. |